# Szellemőrzők
A Szellemőrzők (eredeti cím: Spirit Rangers) 2022 és 2024 között vetített amerikai–olasz 3D-s számítógépes animációs kalandsorozat, amelyet Karissa Valencia alkotott.
Amerikában és Magyarországon 2022. október 10-én mutatta be a Netflix. A második évad 2023. május 8-án mutatták be.
2023. június 15-én berendelték a harmadik évadot.

## Cselekmény
Kodi, Summer és Eddy Skycedar képesek teleportálni egy mágikus szellemdimenzióba a kaliforniai nemzeti parkjukban. A szellemvilágban Kodi grizzly medveboccsá vagy rájává, Summer vörösfarkú sólyommá vagy polippá, Eddy pedig teknőssé vagy kardszárnyú delfinné változik.

## Szereplők

### Főszereplők
| Szereplő        | Eredeti hang                | Magyar hang           |
| --------------- | --------------------------- | --------------------- |
| Kodi Skycedar   | Wačíŋyeya Iwáš'aka Yracheta | Bősz Mirkó            |
| Summer Skycedar | Isis Celilo Rogers          | Bak Julianna          |
| Eddy Skycedar   | Talon Proc Alford           | Holló-Zsadányi Norman |
| Anya            | Kimberly Norris Guerrero    | Ligeti Kovács Judit   |
| Apa             | John Timothy                | Seder Gábor           |
| Prérifarkas     | Shaun Taylor-Corbett        | Szabó Máté            |
| Gyík            | Cree Summer                 | Csuha Bori            |

### Mellékszereplők
| Szereplő    | Eredeti hang      | Magyar hang       |
| ----------- | ----------------- | ----------------- |
| Napsi       | Wes Studi         | Földes Tamás      |
| Hold        | Tantoo Cardinal   | Náray Erika       |
| Bölény      | Tonantzin Carmelo | Kokas Piroska     |
| Orchidea    | Tonantzin Carmelo | Nádorfi Krisztina |
| Qamash      | Litefoot          | Ficzere Béla      |
| Pók         | Brooke Simpson    | Nádasi Veronika   |
| Iszap       | G. K. Bowes       | Csarkó Bettina    |
| Bűzös       | G. K. Bowes       | Sánta Annamária   |
| Lawetlat'la | Nyla Rose         | Bercsényi Péter   |
| Kondor      | Jaylan Evans      | Magyar Bálint     |
| Ékkő        | Jaylan Evans      | Fáncsik Roland    |
| Lawetlat'la | Román Zaragoza    | Pál Tamás         |
| Vadkan      | Jake Hart         | Pataki Ferenc     |
| Holló       | Adrianne Chalepah | Mezei Kitty       |
| Nyúl        | Bobby Wilson      | Blahó Gergely     |
| Mosómedve   | Deanna MAD        | Mórocz Adrienn    |
| Szélsas     | Devery Jacobs     | Kuna Kata         |
| DeeDee      | Cree Summer       | Makay Andrea      |

### Magyar változat
- Főcím: Juhos Zsófia
- Magyar szöveg: Zalatnay Márta (1. évad), Szalatnyai Dóra (2. évad)
- Dalszöveg: Kálmán Tamás
- Hangmérnök: Simkó Ferenc (1. évad), Csomár Zoltán (1. évad), Farkas László (2. évad)
- Vágó: Simkóné Varga Erzsébet
- Gyártásvezető: Hódos Edina
- Szinkronrendező: Dóczi Orsolya
- Zenei rendező: Johnny K. Palmer (1. évad), Szemenyei János (2. évad)
- Produkciós vezető: Várkonyi Krisztina

A szinkront a Mafilm Audio Kft. készítette.

## Évados áttekintés
| Évad | Évad | Epizódok | Amerikai sugárzás | Amerikai sugárzás | Amerikai adó     | Magyar sugárzás  | Magyar sugárzás  | Magyar adó |
| Évad | Évad | Epizódok | Évadpremier       | Évadfinálé        | Amerikai adó     | Évadpremier      | Évadfinálé       | Magyar adó |
| ---- | ---- | -------- | ----------------- | ----------------- | ---------------- | ---------------- | ---------------- | ---------- |
|      | 1    | 10       | 2022. október 10  | 2022. október 10  |                  | 2022. október 10 | 2022. október 10 |            |
|      | 2    | 10       | 2023. május 8.    | 2023. május 8.    | 2023. május 8.   | 2023. május 8.   |                  |            |
|      | 3    | 19       | 2024. április 8.  | 2024. április 8.  | 2024. április 8. | 2024. április 8. |                  |            |

## Epizódok

### 1. évad (2022)
| Sor. | Év. | Eredeti cím                | Magyar cím                     | Rendezte          | Írta                                 | Eredeti premier   | Magyar premier    |
| ---- | --- | -------------------------- | ------------------------------ | ----------------- | ------------------------------------ | ----------------- | ----------------- |
| 1.   | 1.  | Thunder Mountain           | Viharhegy                      | Dominique Monféry | Karissa Valencia                     | 2022. október 10. | 2022. október 10. |
| 1.   | 1.  | Snoozing Sun               | Az alvó nap                    | Dominique Monféry | Karissa Valencia                     | 2022. október 10. | 2022. október 10. |
| 2.   | 2.  | The Cuzzin                 | Uncsitesó                      | Dominique Monféry | Lucas Brown Eyes                     | 2022. október 10. | 2022. október 10. |
| 2.   | 2.  | Totally Eclipsed           | Nap- és holdfogyatkozás        | Dominique Monféry | Karissa Valencia                     | 2022. október 10. | 2022. október 10. |
| 3.   | 3.  | Caterpillar Camp           | Hernyótábor                    | Dominique Monféry | Kelly Lynne D'Angelo és Kent Redeker | 2022. október 10. | 2022. október 10. |
| 3.   | 3.  | Coyote's Treasury Treasure | A különleges kincs             | Dominique Monféry | Joey Clift                           | 2022. október 10. | 2022. október 10. |
| 4.   | 4.  | Rumble Mountain Rumble     | A morgó hegy                   | Dominique Monféry | Joey Clift                           | 2022. október 10. | 2022. október 10. |
| 4.   | 4.  | Eagle Eye View             | Sasszemmel                     | Dominique Monféry | Jason Marcus                         | 2022. október 10. | 2022. október 10. |
| 5.   | 5.  | Trout Trouble              | Pisztrángok a pácban           | Dominique Monféry | Joey Clift                           | 2022. október 10. | 2022. október 10. |
| 5.   | 5.  | Sweet Dreams               | Szép álmokat!                  | Dominique Monféry | Shelley Dennis                       | 2022. október 10. | 2022. október 10. |
| 6.   | 6.  | The Three Sisters          | A három nővér                  | Dominique Monféry | Kelly Lynne D'Angelo                 | 2022. október 10. | 2022. október 10. |
| 6.   | 6.  | The Lacrosse Boss          | A lacrosse mestere             | Dominique Monféry | Kelly Lynne D'Angelo                 | 2022. október 10. | 2022. október 10. |
| 7.   | 7.  | Distracted by the Gecko    | Gekkót akarok látni!           | Dominique Monféry | Kelly Lynne D'Angelo                 | 2022. október 10. | 2022. október 10. |
| 7.   | 7.  | Belly of the Beast         | A szörny gyomra                | Dominique Monféry | Kent Redeker                         | 2022. október 10. | 2022. október 10. |
| 8.   | 8.  | Woe Is Wolf                | Farkasbaj                      | Dominique Monféry | Karissa Valencia                     | 2022. október 10. | 2022. október 10. |
| 8.   | 8.  | The Big Bad Buffalo        | Bölény, aki nem kér segítséget | Dorothée Robert   | Shelley Dennis                       | 2022. október 10. | 2022. október 10. |
| 9.   | 9.  | Broken Tree-tys            | Megszegett ígéret              | Dominique Monféry | Joey Clift                           | 2022. október 10. | 2022. október 10. |
| 9.   | 9.  | Hoop Dance Off             | Karikatánc                     | Dominique Monféry | Joey Clift                           | 2022. október 10. | 2022. október 10. |
| 10.  | 10. | Not Your Opossum Mascot    | Nem való kabalának             | Dominique Monféry | Joey Clift                           | 2022. október 10. | 2022. október 10. |
| 10.  | 10. | Prickly Pride              | Szúrós büszkeség               | Dominique Monféry | Carlee Malemute                      | 2022. október 10. | 2022. október 10. |

### 2. évad (2023)
| Sor. | Év. | Eredeti cím               | Magyar cím                    | Rendezte          | Írta             | Eredeti premier | Magyar premier |
| ---- | --- | ------------------------- | ----------------------------- | ----------------- | ---------------- | --------------- | -------------- |
| 11.  | 1.  | Tricksters Steal the Sun  | A csínytevők ellopják a napot | Dorothée Robert   | Joey Clift       | 2023. május 8.  | 2023. május 8. |
| 11.  | 1.  | Spirit Kittens            | Szellemcicák                  | Dorothée Robert   | Joey Clift       | 2023. május 8.  | 2023. május 8. |
| 12.  | 2.  | River Ruckus              | Zűrös folyó                   | Dominique Monféry | Joey Clift       | 2023. május 8.  | 2023. május 8. |
| 12.  | 2.  | Sailing Stones            | Vándorló sziklák              | Dorothée Robert   | Lucas Brown Eyes | 2023. május 8.  | 2023. május 8. |
| 13.  | 3.  | Spirit Rangers Blast Off! | Szellemőrzők, kilövés!        | Dorothée Robert   | Carlee Malemute  | 2023. május 8.  | 2023. május 8. |
| 13.  | 3.  | Lizard's Lost and Found   | Gyík talált tárgya            | Dorothée Robert   | Shelley Dennis   | 2023. május 8.  | 2023. május 8. |
| 14.  | 4.  | Chief of the Day          | A nap főnöke                  | Dorothée Robert   | Joey Clift       | 2023. május 8.  | 2023. május 8. |
| 14.  | 4.  | Vulture Rock              | Keselyűszikla                 | Dorothée Robert   | Lizzie Prestel   | 2023. május 8.  | 2023. május 8. |
| 15.  | 5.  | Moose on the Loose        | Elszabadult jávorszarvas      | Dorothée Robert   | Carlee Malemute  | 2023. május 8.  | 2023. május 8. |
| 15.  | 5.  | The Big Stink             | A nagy bűz                    | Dorothée Robert   | Lizzie Prestel   | 2023. május 8.  | 2023. május 8. |
| 16.  | 6.  | Slow and Steady Eddy      | Lassú, de biztos Eddy         | Dorothée Robert   | Carlee Malemute  | 2023. május 8.  | 2023. május 8. |
| 16.  | 6.  | Salmon Where Are You?     | Lazac, merre vagy?            | Dorothée Robert   | Joey Clift       | 2023. május 8.  | 2023. május 8. |
| 17.  | 7.  | Deuces, Gooses            | Pápá, libák                   | Dorothée Robert   | Carlee Malemute  | 2023. május 8.  | 2023. május 8. |
| 17.  | 7.  | Frog Concert Chaos        | Kaotikus békakoncert          | Dorothée Robert   | Joey Clift       | 2023. május 8.  | 2023. május 8. |
| 18.  | 8.  | A Tale of Tails           | Időjós farok                  | Dorothée Robert   | Carlee Malemute  | 2023. május 8.  | 2023. május 8. |
| 18.  | 8.  | Say It Don't Spray It     | Ne tartsd magadban            | Dorothée Robert   | Shelley Dennis   | 2023. május 8.  | 2023. május 8. |
| 19.  | 9.  | Rattle Trap               | Csörgőkígyócsapda             | Dorothée Robert   | Lizzie Prestel   | 2023. május 8.  | 2023. május 8. |
| 19.  | 9.  | Home Squawk Home          | Otthon, rikoltó otthon        | Dorothée Robert   | Karissa Valencia | 2023. május 8.  | 2023. május 8. |
| 20.  | 10. | Water Protectors          | A víz őrzői                   | Dorothée Robert   | Karissa Valencia | 2023. május 8.  | 2023. május 8. |

### 3. évad (2024)
| Sor. | Év. | Eredeti cím            | Magyar cím              | Rendezte                              | Írta                          | Eredeti premier  | Magyar premier   |
| ---- | --- | ---------------------- | ----------------------- | ------------------------------------- | ----------------------------- | ---------------- | ---------------- |
| 21.  | 1.  | Spirit Park Secrets    | Szellemparki titkok     | Dominique Etchecopar                  | Karissa Valencia              | 2024. április 8. | 2023. április 8. |
| 22.  | 2.  | Crabs in a Bucket      | Vödörnyi rák            | Dominique Etchecopar                  | Joey Clift                    | 2024. április 8. | 2023. április 8. |
| 23.  | 3.  | Surfing Shark          | Szörfölő cápa           | Dominique Etchecopar                  | Kris Crenwelge                | 2024. április 8. | 2023. április 8. |
| 24.  | 4.  | Kodi's Old Shoes       | Kodi régi cipője        | Ange La Torre                         | Joey Clift                    | 2024. április 8. | 2023. április 8. |
| 25.  | 5.  | Finding True North     | A valódi észak nyomában | Dominique Etchecopar                  | Kris Crenwelge                | 2024. április 8. | 2023. április 8. |
| 26.  | 6.  | The Great Swordfish    | A nagy kardhal          | Dominique Etchecopar                  | Karissa Valencia              | 2024. április 8. | 2023. április 8. |
| 27.  | 7.  | Digging Deeper         | Mélyebbre ásva          | Dominique Etchecopar                  | JhonTom Knight                | 2024. április 8. | 2023. április 8. |
| 28.  | 8.  | Stuck On You           | Összenőve               | Dominique Etchecopar                  | Kris Crenwelge                | 2024. április 8. | 2023. április 8. |
| 29.  | 9.  | Xutash Harvest         | Betakarítási ünnep      | Dominique Etchecopar                  | Joey Clift                    | 2024. április 8. | 2023. április 8. |
| 30.  | 10. | Tiny But Mighty        | Kicsi a bors, de erős   | Dominique Etchecopar                  | Blake Pickens                 | 2024. április 8. | 2023. április 8. |
| 31.  | 11. | Potlatch Problem       | Ajándékgond             | Dominique Etchecopar                  | Joey Clift                    | 2024. április 8. | 2023. április 8. |
| 32.  | 12. | Finding Family         | Családra lelni          | Dominique Etchecopar                  | Kris Crenwelge                | 2024. április 8. | 2023. április 8. |
| 33.  | 13. | Summer's in Charge     | Summer, a főnök         | Dominique Etchecopar                  | Joey Clift                    | 2024. április 8. | 2023. április 8. |
| 34.  | 14. | Barracuda Brouhaha     | Barrakudabalhé          | Dominique Etchecopar                  | Kris Crenwelge                | 2024. április 8. | 2023. április 8. |
| 35.  | 15. | Wild Flowers           | Vadvirágok              | Dominique Etchecopar                  | Karissa Valencia              | 2024. április 8. | 2023. április 8. |
| 36.  | 16. | Sage Advice            | Bölcs tanács            | Dominique Etchecopar                  | Joey Clift                    | 2024. április 8. | 2023. április 8. |
| 37.  | 17. | Facing Fears           | Félős hős               | Dominique Etchecopar                  | JhonTom Knight                | 2024. április 8. | 2023. április 8. |
| 38.  | 18. | The Great Oak Tree     | A nagy tölgyfa          | Dorothée Robert                       | Joy Harjo és Karissa Valencia | 2024. április 8. | 2023. április 8. |
| 39.  | 19. | Blizzards and Blankets | Hóviharok és takarók    | Dominique Etchecopar és Ange La Torre | Kris Crenwelge és Joey Clift  | 2024. április 8. | 2023. április 8. |

## A sorozat készítése
A sorozatot 2020 októberében jelentették be a Ridley Jones című sorozat mellett.
A sorozat gyártása során egy olyan írói szobát alakítottak ki, amelyben kizárólag amerikai őslakosok dolgoztak. Valencia a Chumash és Cowlitz törzsekkel is konzultált a tartalom körül. A Superprod Animation biztosította az animációs szolgáltatásokat, a Netflix Animation és a Laughing Wild mellett.